# Beigebröstad gärdsmyg
Beigebröstad gärdsmyg (Cantorchilus leucotis) är en fågel i familjen gärdsmygar inom ordningen tättingar.

## Utseende och läte
Beigebröstad är en rätt anspråkslöst tecknad gärdsmyg. Ovansidan är varmt mellanbrun med mörka tvärband på vingar och stjärt. Den är vidare ljust vitaktig på kind och strupe som övergår i beige på buken. På huvudet syns även ett tydligt vitt ögonbrynsstreck. Sången som utförs i duett är en fyllig ramsa med ljusa toner och snabba mörkare melodier.

## Utbredning och systematik
Beigebröstad gärdsmyg delas upp i elva underarter med följande utbredning:
- C. l. galbraithii – östra Panama och nordvästra Colombia (norra Chocó och norra Antioquía)
- C. l. conditus – Pärlöarna och ön Coiba i Panamabukten
- C. l. leucotis – norra Colombia (Santa Marta-bergens västsluttning till Magdalenadalen
- C. l. colinus – norra Colombia (norra Guajirahalvön i Serranía de Macuira)
- C. l. venezuelanus – norra tropiska Colombia och nordvästra Venezuela
- C. l. zuliensis – östra Colombia (Norte de Santander) till västra Venezuela
- C. l. peruanus – sydöstra Colombia till östra Ecuador, östra Peru, norra Bolivia och västra Amazonområdet i Brasilien
- C. l. bogotensis – llanos från östra Colombia till centrala Venezuela
- C. l. hypoleucus – llanos i nordcentrala Venezuela
- C. l. albipectus – nordöstra Venezuela till Guyana, nordöstra Brasilien och norra Mato Grosso
- C. l. rufiventris – östra Brasilien (södra Maranhão till Piauí, Goiás, Minas Gerais och São Paulo)

### Släktestillhörighet
Tidigare placerades arten i Thryothorus, men DNA-studier visar att arterna i släktet inte är varandras närmaste släktingar, varför Thryothorus delats upp på flera mindre släkten, bland annat Cantorchilus.

## Levnadssätt
Beigebröstad gärdsmyg hittas i låglänt skog, ungskog och flodnära områden. Den ses i par i de lägre skikten.

## Status och hot
Arten har ett stort utbredningsområde, men tros minska i antal, dock inte tillräckligt kraftigt för att den ska betraktas som hotad. Internationella naturvårdsunionen IUCN listar arten som livskraftig (LC). Beståndet uppskattas till i storleksordningen 50 miljoner vuxna individer.